# Farah Mendlesohn
Farah Jane Mendlesohn (nacida el 27 de julio de 1968) es una historiadora académica británica, escritora de ficción especulativa y miembro activo del fandom de la ciencia ficción . Mendlesohn es conocida por su libro de 2008 Rhetorics of Fantasy, que clasifica la literatura fantástica en cuatro modos según cómo lo fantástico entra en la historia. Su trabajo como editora incluye Cambridge Companions to ciencia ficción y fantasía, colaboraciones con Edward James . El volumen de ciencia ficción ganó un premio Hugo . Mendlesohn también es conocida por sus libros sobre la historia de la fantasía, incluido Literatura fantástica para niños: una introducción, coescrito con Michael Levy. Fue la primera obra que recorría los 500 años de historia del género y ganó el Premio Mundial de Fantasía .
Los puestos académicos de Mendlesohn han incluido una cátedra en la Universidad Anglia Ruskin . Se ha desempeñado como editora y presidente de la revista de ciencia ficción Foundation, y como presidenta de la Asociación Internacional para lo Fantástico en las Artes . En 2015, Mendlesohn recibió el premio Clareson ' la SFRA por sus servicios distinguidos en el campo de la ciencia ficción.

## Origen y desarrollo profesional
Farah Jane Mendlesohn nació el 27 de julio de 1968 en Mánchester, Inglaterra.  Mendlesohn recibió un D. Phil. en Historia de la Universidad de York en 1997. Los puestos académicos de Mendlesohn incluyen una temporada como lectora de ciencia ficción y literatura fantástica en el departamento de medios de la Universidad de Middlesex, y como profesora y jefa de departamento en el departamento de inglés, comunicación, cine y medios de la Universidad Anglia Ruskin  de 2012 a 2017. Mendlesohn se unió a la Universidad de Staffordshire en noviembre de 2016 como profesor y decana asistente de derecho, policía, ciencia forense y sociología, y ahora es miembro asociado del Centro Anglia Ruskin de ciencia ficción y fantasía.
Mendlesohn escribe sobre la historia de las religiones estadounidenses y la ciencia ficción y fantasía británicas y estadounidenses. Mendlesohn fue el editor de Foundation - The International Review of Science Fiction de 2002 a 2007, y fue su presidente desde 2004.  Luego se desempeñó como presidente de la Asociación Internacional para lo Fantástico en las Artes de 2008 a 2010. Mendlesohn solía ser editor de reseñas de Quaker Studies . 
El trabajo más conocido de Mendlesohn es el libro de no ficción de 2008 Rhetorics of Fantasy.  Propone una clasificación del género fantástico a partir de la manera en que lo fantástico interactúa con el mundo real. Los cuatro modos, o "retóricas", que propone Mendlesohn son: portal-quest fantasy, donde los protagonistas viajan de nuestro mundo a uno fantástico; immersive fantasy, donde sólo existe el mundo fantástico; intrusion fantasy, donde se rompen las barreras entre el mundo fantástico y el real; y liminal fantasy, ambientada en un mundo donde ciertos elementos son vistos como irracionales por el lector pero no cuestionados por los personajes.
En 2016, Mendlesohn escribió Literatura fantástica para niños: una introducción con su colaborador Michael Levy. El libro rastrea el desarrollo de la fantasía infantil desde el siglo XVI al XXI, abarcando eventos como la colección de cuentos populares, el impacto de las guerras mundiales y el surgimiento de la ficción para adultos jóvenes . Fue la primera obra que fusionó la historia de los campos de la fantasía y la literatura infantil.

## Premios y nominaciones
En 2005, Mendlesohn ganó el premio Hugo a la mejor obra relacionada por The Cambridge Companion to Science Fiction, que editó con el historiador Edward James . James y Mendlesohn también editaron The Cambridge Companion to Fantasy Literature, publicado en 2012, y escribieron A Short History of Fantasy en 2009.  El libro de Mendlesohn , Rhetorics of Fantasy, ganó el premio BSFA al mejor libro de no ficción en 2009; El libro también fue nominado a los premios Hugo y World Fantasy. 
En 2010, Mendlesohn fue nominado dos veces al Mejor Trabajo Relacionado Hugo, por The Inter-Galactic Playground: A Critical Study of Children's and Teens' Science Fiction, y por On Joanna Russ .  Recibieron el premio Clareson de la Science Fiction Research Association por su servicio distinguido en 2015. 
En 2017, ganaron el Premio Especial Mundial de Fantasía: Profesional en literatura fantástica infantil: una introducción .  Su biografía crítica de Robert Heinlein (ver más abajo) fue nominada al Mejor Trabajo Relacionado Hugo en 2020. Ganó el premio BSFA de no ficción,  convirtiéndolos en el único escritor además de Paul Kincaid en ganar este premio dos veces. 

## Convenciones de ciencia ficción
Mendlesohn es una miembro voluntaria activa de la administración de convenciones de ciencia ficción. Entre otros eventos, copresidieron ConCussion, la Eastercon de 2006, con Simon Bradshaw;  y fue directora del programa de Anticipación, la Convención Mundial de Ciencia Ficción de Montreal, en 2009;  Mendlesohn estaba en el comité de convención de Loncon 3, la 72ª Convención Mundial de Ciencia Ficción, pero renunció como protesta por el anuncio de que Jonathan Ross iba a ser maestro de ceremonias para la presentación de los Premios Hugo; Mendlesohn siguió siendo jefa de división de la sala de exposiciones de la convención.

## Estudio Heinlein
En 2017, Mendlesohn anunció que la editorial de financiación colectiva Unbound publicaría un estudio crítico sobre Robert Heinlein. En octubre de 2017 las promesas habían superado el objetivo en un 18%. El libro fue publicado en 2019, bajo el título La agradable profesión de Robert A. Heinlein .

## Trabajos selectos
Como autora:
- La agradable profesión de Robert A. Heinlein. (Sin consolidar, 2019)
- Literatura fantástica para niños: una introducción (Londres: Cambridge University Press, 2016) con Michael Levy
- Una breve historia de la fantasía (Londres: Middlesex University Press, 2009) con Edward James
- El patio de juegos intergaláctico: un estudio crítico de la ciencia ficción para niños y adolescentes (Exploraciones críticas en ciencia ficción y fantasía 14) (Jefferson, Carolina del Norte: McFarland, 2009).  .
- Retóricas de la fantasía (Middletown, CT: Wesleyan University Press, 2008)
- Diana Wynne Jones: la literatura infantil y la tradición fantástica (Oxford: Routledge, 2005)
- Trabajo de ayuda cuáquera en la Guerra Civil Española (Lewiston, Nueva York: Edwin Mellen Press, 2002)

Como editora:
- The Cambridge Companion to Fantasy Literature (Cambridge: Cambridge University Press, 2012) con Edward James
- Sobre Joanna Russ (Middletown, CT: Wesleyan University Press, 2009)
- Glorificar el terrorismo, fabricar desprecio: una antología de ciencia ficción original (Londres: Rackstraw Press, 2006)
- Polder: un Festschrift para John Clute y Judith Clute (Baltimore: Old Earth Books, 2006)
- El compañero de Cambridge para la ciencia ficción (Cambridge: Cambridge University Press, 2003) con Edward James
- El verdadero conocimiento de Ken MacLeod (Lectura: Science Fiction Foundation, 2003) con Andrew Butler
- El parlamento de los sueños: Conferencia sobre Babylon 5 (Lectura: Science Fiction Foundation, 1998) con Edward James